# Educazione secondo il metodo problem-posing
L'educazione secondo il metodo problem-posing si riferisce ad un termine coniato dall'educatore brasiliano Paulo Freire nel suo testo del 1970, Pedagogy of the Oppressed (Pedagogía del oprimido, Pedagogia degli oppressi). Il problem-posing si collega ad un metodo d'insegnamento che sottolinea l'importanza del pensiero critico per affrancarsi. Freire usò tale metodo quale alternativa all'educazione secondo il modello educativo tradizionale o banking education, secondo cui chi apprende è un contenitore da riempire con le conoscenze.

## Origini
La pedagogia di Freire originò dalle sue osservazioni ed esperienze mentre lavorava quale istruttore in un programma di alfabetizzazione rivolto a contadini del Brasile. In quel periodo, Freire divenne consapevole della dominazione economica, politica, sociale causata dal paternalismo. Il paternalismo conduce ad una cultura del silenzio, che impedisce alle persone di confrontarsi sulla propria oppressione. Egli trasformò questa filosofia in pedagogia poiché l'intero sistema educativo era uno degli strumenti maggiori per mantenere la cultura del silenzio. La sua filosofia dell'educazione è centrata sulla coscienza critica per cui gli oppressi riconoscono la causa della propria oppressione; così attraverso un'azione di trasformazione essi possono creare una nuova situazione che rende possibile la ricerca di una umanità più completa. L'educazione centrata sul problem-posing è il sentiero che conduce alla coscienza critica. James D. Kirylo nel suo libro, Paulo Freire: The Man from Recife, ripropone il pensiero di Freire affermando che l'educazione secondo il problem-posing è quella in cui gli esseri umani sono visti quali esseri consapevoli che pur essendo incompleti sono calati nel processo del divenire.
L'opera di Freire è radicata nella teoria costruttivista dell'apprendimento e specificatamente nell'opera di Jean Piaget e di John Dewey. La teoria costruttivista sostiene che la conoscenza viene costruita dagli individui che usano la propria esperienza e questo è ciò a cui Freire si rivolse per sviluppare la propria pedagogia. In Pedagogy of the Oppressed, Freire scrive:
(Paulo Freire Pedagogy of the Oppressed. 1970. Pg 81)

## Filosofia
La filosofia dell'educazione secondo la metodologia del problem-posing è il fondamento della moderna pedagogia critica. Tale metodo risolve la contraddizione apprendente–docente riconoscendo che la conoscenza non viene depositata dall'uno (docente) nell'altro (apprendente) ma viene invece formulata attraverso un dialogo tra i due. Il ragionamento di Freire si conclude nell'affermazione che l'educazione autentica non viene portata da A per B o da A circa B bensì da A con B. La rappresentazione della conoscenza piuttosto che la sua imposizione conduce alla liberazione.

## Metodo
Quale metodo di insegnamento, il problem-posing implica ascolto, dialogo e azione. Molti modelli per l'applicazione del problem-posing sono stati formulati da quando Freire coniò per la prima volta questo termine. Uno dei modelli più influenti è il testo Freire For Classroom: A Sourcebook for Liberatory Teaching curato da Ira Shor. Quando gli insegnanti mettono in pratica l'educazione secondo il problem-posing, si avvicinano agli apprendenti quali compagni dialoganti, il che crea un'atmosfera di speranza, di amore, di umiltà e di fiducia. Questo viene effettuato tramite sei punti di riferimento. I dialoganti (apprendenti/docenti) si avvicinano ai loro atti di conoscenza come se fossero fondati sulla propria esperienza e situazione individuale. Si avvicinano al mondo storico e culturale quale realtà trasformabile formata dalla rappresentazione ideologica umana della realtà. Gli apprendenti ipotizzano connessioni tra le loro condizioni e le condizioni che si producono attraverso il formarsi della realtà. Gli apprendenti/dialoganti considerano i modi in cui possono dare forma a questa realtà attraverso i loro metodi di conoscenza. Questa nuova realtà è collettiva, condivisa e mutevole. Le abilità di istruzione raggiunte dagli apprendenti vengono messe per iscritto dando così efficacia all'atto conoscitivo. Infine, gli apprendenti identificano i miti del discorso dominante e lavorano per destabilizzare questi miti terminando il ciclo dell'oppressione.

## Sostenitori
Il metodo Montessori, sviluppato da Maria Montessori, può essere considerato un'anticipazione dell'educazione fondata sul problem-posing quale modello per la prima infanzia.
Il professor Ira Shor, docente di retorica e composizione all'Università della Città di New York, ha lavorato in stretto contatto con Freire e sostiene il modello del problem-posing nel suo uso della pedagogia critica. Shor ha pubblicato testi sui contratti di classificazione, sull'allestimento fisico della classe e sugli aspetti politici dei ruoli dei docenti e degli studenti.
Altri sostenitori della pedagogia critica del problem-posing includono Henry Giroux, Peter Mc Laren, bell hooks, Victor Villanueva.